# Діловий етикет в Канаді
Діловий етикет — відносини, правила, які забезпечують найвищу ефективність у виконанні професійних функцій у галузі певної діяльності. Етикет ділових відносин складає зовнішній бік ділового спілкування. Дотримання ділового етикету — одна з необхідних умов професійного успіху.

## Діловий менталітет
Ділове спілкування в Канаді досить пряме; там не буде ніякої необхідності розшифровувати і шукати прихований сенс. Електронні листи і телефонні дзвінки також прямі і лаконічні. Варто звернути увагу на те, що велике значення приділяється повазі до думки кожного. Незалежно від рангу та статусу, люди очікують на право бути почутими. Рішення, як правило, не приймається, поки всі факти не будуть під рукою. Години роботи зазвичай з 9:00 до 17:00, з понеділка по п'ятницю. Ранки, найчастіше, зручний час для зустрічей.

## Привітання
На ділових зустрічах, рукостискання є належним привітанням. Воно має часто супроводжуватись впевненим зоровим контактом.

## Мистецтво ведення бесіди
Канада офіційно двомовна країна — державними мовами є французька і англійська. ці мови використовуються під час засідань.
Варто звернути увагу, що в провінції Квебек, дуже суворі вимоги щодо французької мови для всіх комерційних організацій. Вважається особливо грубим говорити іноземною мовою у присутності інших людей, які не розуміють, про що йде мова. До речі, популярними темами розмови є види спорту — хокей, футбол, бейсбол, баскетбол, гольф і теніс. Загалом, канадці впевнені в собі і відкриті для обговорення загальних тем. Під час зустрічі варто уникати теми про конфлікти між французькою та англійською Канадою та не ініціювати дискусію про порівняння Канади з США. Крім того, не торкатись особистих проблем.

## Мова тіла
Зоровий контакт важливий під час ділових зустрічей в Канаді. Відсутність зорового контакту може змусити іншу людину думати, що ви сором'язливі, недовірливі, або навіть нещирі.
Канадці також почувають себе більш комфортно у розмові, коли вони можуть дивитися вам в очі. Звичайна відстань між двома людьми має бути два фути. Однак, французькі канадці стоять трохи ближче. Під час зустрічі і перед нею не варто використовувати будь-які сильні ароматизовані засоби (парфуми, засоби після гоління або лак для волосся), адже це може бути небезпечним для людей з астмою або алергією, що є розповсюдженим у канадців.

## Дрес-код, пунктуальність та ділові обіди
Дрес-код на ділові зустрічі у канадців доволі консервативний. Канадці, перед зустріччю, цікавляться прогнозом погоди і одягаються відповідно. На зустрічах пунктуальність є пріоритетом. Для вечірнього світського заходу, вважається прийнятним прибувати на 15 хвилин пізніше, але не пізніше 30 хвилин. Щодо подарунків в знак поваги, то вони презентуються після закриття угоди. Їх зазвичай відразу розгортають і показують усім. Кращий вибір це подарунок з вашої рідної країни або запрошення до трапези чи іншої форми розваги. Якщо ви вирішили подарувати квіти, будьте обережні, не обирайте білі лілії, оскільки вони асоціюються з похоронами. Також уникайте червоних троянд; вони призначені для більш романтичних цілей.
Ділові ланчі зазвичай короткі: з легкими видами їжі і без алкоголю. У Канаді застосовуються стандартні правила етикету за столом. Не варто починати їсти до того, поки всі за столом не будуть готові обідати. Відмови від подарунків чи запрошень можуть розглядатися як грубість або образа, адже саме під час невимушених ланчів та заходів можна знайти хороший контакт з діловим партнером.